# El Jícaro, Minatitlán
El Jícaro är en ort i Mexiko.   Den ligger i kommunen Minatitlán och delstaten Veracruz, i den sydöstra delen av landet, 500 km öster om huvudstaden Mexico City. El Jícaro ligger 14 meter över havet och antalet invånare är 116.
Terrängen runt El Jícaro är mycket platt. Runt El Jícaro är det ganska glesbefolkat, med 29 invånare per kvadratkilometer. Närmaste större samhälle är Minatitlán, 12,7 km norr om El Jícaro. Omgivningarna runt El Jícaro är en mosaik av jordbruksmark och naturlig växtlighet.